# حواصیل آبی کوچک
حواصیل آبی کوچک (نام علمی: Egretta caerulea) نام یک گونه از سرده قار است.